# مارك برادلي
مارك برادلي (بالإنجليزية: Mark Bradley)‏ (14 يناير 1988 في المملكة المتحدة - ) هو لاعب كرة قدم بريطاني في مركز الوسط. لعب مع نادي روذرهام يونايتد ونادي والسول.

## مسيرته الكروية
لعب مارك برادلي خلال مسيرته الاحترافية مع ناديين في أحد عشر موسمًا وسجل خلالها 9 أهداف ضمن 187 مباراة. ولم يفز بأي موسم بالكأس أو بالدوري.
خاض مارك برادلي مسيرته مع نادي والسول في موسم 2004–05 ليلعب معه ستة مواسم، مشاركًا في 96 مباراة سجل خلالها 5 أهداف. ثم انتقل إلى نادي روذرهام يونايتد في موسم 2010–11 ليلعب معه خمسة مواسم، حيث شارك في 91 مباراة سجل خلالها 4 أهداف.

## وصلات خارجية
- مارك برادلي على موقع قاعدة بيانات كرة القدم.إي يو (الإنجليزية)
- مارك برادلي على موقع ناشيونال فوتبول تيمز (الإنجليزية)
- مارك برادلي على موقع Soccerbase.com (لاعب) (الإنجليزية)
- مارك برادلي على موقع عالم كرة القدم.نت (الإنجليزية)